# Браун, Эррол
Э́ррол Бра́ун (англ. Errol Brown, полное имя — Ле́стер Э́ррол Бра́ун (англ. Lester Errol Brown); 12 ноября 1943, Кингстон — 6 мая 2015, Багамские Острова) — британский певец и автор песен ямайского происхождения. Наиболее известен как фронтмен соул- и фанк-группы Hot Chocolate. В 2004 году Эррол Браун был удостоен премии Айвора Новелло за выдающийся вклад в британскую музыку.

## Жизнь и карьера
Эррол Браун родился 12 ноября 1943 года в Кингстоне, Ямайка, но в возрасте двенадцати лет переехал в Великобританию.
Прорыв в его музыкальной карьере произошёл в 1969 году, когда он записал версию песни Джона Леннона «Give Peace a Chance» с группой под названием Hot Chocolate Band. Не имея возможности изменить текст без разрешения Леннона, он отправил копию своему лейблу Apple Records, и песня была выпущена с одобрения Леннона.
Продюсером альбомов группы Hot Chocolate стал Мики Мост, а записывались они на Rak Records.
Браун покинул группу в 1985-м, чтобы сделать перерыв в музыке. Вскоре он начал сольную карьеру, добившись успеха в ночных клубах с синглом 1987 года «Body Rocking», спродюсированным Ричардом Джеймсом Бёрджессом.
В 1997 году он стал героем британского документального телесериала о знаменитостях «Это твоя жизнь» (This is Your Life). Серия о нём была приурочена к его дню рождения.
Браун был сторонником Консервативной партии и в 1980-х выступал на партийной конференции. В 1981 году он выступил на свадебном банкете, состоявшемся в продолжение свадьбы принца Чарльза и леди Дианы Спенсер в Букингемском дворце.
Браун владел участвующими в Национальных охотничьих гонках лошадьми, включая Гейнси.

## Признание
В 2003 году королева Елизавета II произвела Брауна в члены Ордена Британской империи за «заслуги перед Соединённым Королевством в области популярной музыки». В 2004 году он получил премию Айвора Новелло за выдающийся вклад в британскую музыку.

## Смерть
Браун умер от рака печени в своем доме на Багамах 6 мая 2015 года. У него остались жена Жинетт и две дочери — Колетт и Леони.

## Дискография

### Сольные синглы
- 1987 — «Personal Touch» — WEA YZ 130 (#25 в Великобритании)[17]
- 1987 — «Body Rocking» — WEA YZ 162 (#51 в Великобритании)[17]
- 1988 — «Maya» — WEA YZ 313
- 1989 — «Love Goes Up and Down» (#89 в Великобритании)[17]
- 1990 — «Send a Prayer (To Heaven)» (#83 в Великобритании)[17]
- 1992 — «This Time It’s Forever» — East West 4509-90064 (#26 в Германии)
- 1992 — «Secret Rendezvous» — East West 4509-90913
- 1993 — «Emmalene (That’s No Lie)» — East West 4509-92322
- 1996 — «Ain’t No Love in This» — East West 0630-13951
- 1996 — «Change the People's Hearts» — East West 0630-16898
- 1998 — «It Started with a Kiss» — EMI CDHOT 101 (совм. с группой Hot Chocolate[18][19]; #18 в Великобритании[17])
- 2001 — «Still Sexy (Yes U Are)» — Universal 158940 (#85 в Великобритании)[17]
- 2001 — «Heaven’s In the Back Seat of My Cadillac»
- 2002 — «I Love You Everyday» — Universal 0157592

### Сольные альбомы
- 1989 — That’s How Love Is — WEA 243 925
- 1992 — Secret Rendezvous — East West 4509-90688
- 1996 — Love In This — East West 0630-15260
- 2001 — Still Sexy — The Album — Universal Music TV 138162 (#44 в Великобритании)[19]